# گروگان: سلبریتی گمشده
گروگان: سلبریتی گمشده (به انگلیسی: Hostage: Missing Celebrity؛‏ به کره‌ای: 인질) یک فیلم اکشن دلهره‌آور محصول سال ۲۰۲۱ کره جنوبی به نویسندگی و کارگردانی پیل کام سونگ به‌عنوان نخستین تجربه کارگردانی فیلم بلند اوست. این فیلم بر پایه فیلم نجات آقای وو است. این فیلم دربارهٔ ربوده شدن هوانگ جونگ مین ستارهٔ سینمای کره‌ای توسط غریبه‌ها است. در ابتدا او فکر می‌کند که این یک شوخی است، اما به‌زودی متوجه می‌شود که شوخی‌ای در کار نیست، زیرا آدم‌ربایان در عرض ۲۴ ساعت از او باج زیادی می‌خواهند.
این فیلم با هزینهٔ تولید ۸ میلیارد وون برای سال ۲۰۲۰ آمادهٔ اکران شد اما به‌دلیل شیوع کووید-۱۹ اکران آن به تعویق افتاد. و در نهایت در ۱۸ اوت ۲۰۲۱ اکران شد.

## بازیگران
- هوانگ جونگ مین در نقش هوانگ جونگ مین[۷]
- کیم جه بوم در نقش چوی کی وان[۸]
- لی یو می در نقش بان سو یون[۹]
- ریو کیونگ سو در نقش یوم دونگ هون[۱۰]
- جونگ جه وون در نقش یونگ ته[۱۰]
- لی کیو وون در نقش گو یونگ روک[۱۰]
- لی هو جونگ در نقش ست بیول[۸]
- بک جو هی در نقش کارآگاه اوه[۱۱]
- پارک سونگ وونگ در نقش 'برادر'[۱۰]